# Maia Ilinca Burcescu
Maia Ilinca Burcescu (* 26. November 2009) ist eine rumänische Tennisspielerin.

## Karriere
Burcescu begann mit fünf Jahren das Tennisspielen und spielt bislang bevorzugt auf der ITF Women’s World Tennis Tour, wo sie bisher einen Titel im Doppel gewinnen konnte.
2025 startete sie im Januar bei den Australian Open. Im Juniorinneneinzel gewann sie ihr Erstrundenmatch mit 7:65 und 6:2 gegen Alana Subasic, verlor aber dann in der zweiten Runde mit 3:6, 7:5 und 2:6 gegen Hannah Klugman. Im Juniorinnendoppel erreichte sie mit ihrer Partnerin Anamaria Oana das Achtelfinale. Bei den French Open kam sie als Qualifikantin ins Hauptfeld des Juniorinneneinzels, wo sie mit einem 6:1 und 6:2 Sieg über Maya Iyengar in die zweite Runde einzog, dort aber dann mit 3:6 und 2:6 gegen Alena Kovačková verlor. Im Juniorinnendoppel erreichte sie mit Partnerin Luna Vujović das Viertelfinale.

## Turniersiege

### Doppel
| Nr. | Datum        | Turnier  | Kategorie | Belag | Partnerin          | Finalgegnerinnen                         | Ergebnis   |
| --- | ------------ | -------- | --------- | ----- | ------------------ | ---------------------------------------- | ---------- |
| 1.  | 17. Mai 2025 | Bukarest | ITF W15   | Sand  | Monika Stankiewicz | Karola Patricia Bejenaru Laura Svatíková | ohne Spiel |

## Abschneiden bei Grand-Slam-Turnieren

### Juniorinneneinzel
| Turnier         | 2025 | Karriere |
| --------------- | ---- | -------- |
| Australian Open | 2    | 2        |
| French Open     | 2    | 2        |
| Wimbledon       | 1    | 1        |
| US Open         |      | —        |

Zeichenerklärung: S = Turniersieg; F, HF, VF, AF = Einzug ins Finale / Halbfinale / Viertelfinale / Achtelfinale; 1, 2, 3 = Ausscheiden in der 1. / 2. / 3. Hauptrunde; nicht ausgetragen

### Juniorinnendoppel
| Turnier         | 2025 | Karriere |
| --------------- | ---- | -------- |
| Australian Open | AF   | AF       |
| French Open     | VF   | VF       |
| Wimbledon       | 1    | 1        |
| US Open         |      | —        |